# Bloodflowerz/End of Green Special DJ Promo
Bloodflowerz/End of Green Special DJ Promo è uno split album tra le band tedesche Bloodflowerz e End of Green. Il disco è stato pubblicato da parte della Silverdust Records nel 2003. Le prime tre tracce dell'album sono dei Bloodflowerz mentre le ultime tre sono degli End of Green.

## Tracce
1. Too Much
2. Black Snake Sister
3. Wild Heart
4. Highway 69
5. Demons
6. Melanchoholic